# Bankovci (Požega)
Bankovci su naselje u Republici Hrvatskoj u Požeško-slavonskoj županiji, u sastavu grada Požege.

## Zemljopis
Bankovci su smješteni oko 8 km sjeverno od Požega,  susjedna naselja su Krivaj na sjeveru, Trenkovo na zapadu te Štitnjak, Marindvor i Kunovci na jugu.

## Stanovništvo
Prema popisu stanovništva iz 2011. godine Bankovci su imali 109 stanovnika.
| broj stanovnika | 57    | 52    | 74    | 89    | 111   | 113   | 118   | 124   | 135   | 143   | 170   | 135   | 91    | 134   | 117   | 109   | 93    |
|                 | 1857. | 1869. | 1880. | 1890. | 1900. | 1910. | 1921. | 1931. | 1948. | 1953. | 1961. | 1971. | 1981. | 1991. | 2001. | 2011. | 2021. |